# Giải Mâm xôi vàng cho diễn viên nữ chính tồi nhất
Giải Mâm xôi vàng cho diễn viên nữ chính tồi nhất (tiếng Anh: Razzie Award for Worst Actress) là một hạng mục của giải Mâm xôi vàng được Quỹ Mâm xôi vàng (tiếng Anh: Golden Raspberry Award Foundation - GRAF) trao cho diễn viên nữ bị họ coi là có diễn xuất trong vai chính tệ nhất trong năm của điện ảnh Mỹ. Danh sách cụ thể như sau:

## Chiến thắng và được đề cử

### Thập niên 80s
| Năm         | Diễn viên          | Phim                                       | Vai diễn           |
| ----------- | ------------------ | ------------------------------------------ | ------------------ |
| 1980 (1st)  | Brooke Shields     | The Blue Lagoon                            | Emmeline Lestrange |
| 1980 (1st)  | Nancy Allen        | Dressed to Kill                            | Liz Blake          |
| 1980 (1st)  | Faye Dunaway       | The First Deadly Sin                       | Barbara Delaney    |
| 1980 (1st)  | Shelley Duvall     | The Shining                                | Wendy Torrance     |
| 1980 (1st)  | Farrah Fawcett     | Saturn 3                                   | Alex               |
| 1980 (1st)  | Sondra Locke       | Bronco Billy                               | Antoinette Lily    |
| 1980 (1st)  | Olivia Newton-John | Xanadu                                     | Kira               |
| 1980 (1st)  | Valerie Perrine    | Can't Stop the Music                       | Samantha Simpson   |
| 1980 (1st)  | Deborah Raffin     | Touched by Love                            | Lena Canada        |
| 1980 (1st)  | Talia Shire        | Windows                                    | Emily Hollander    |
| 1981 (2nd)  | Bo Derek (tie)     | Tarzan, the Ape Man                        | Jane Parker        |
| 1981 (2nd)  | Faye Dunaway (tie) | Mommie Dearest                             | Joan Crawford      |
| 1981 (2nd)  | Linda Blair        | Hell Night                                 | Marti Gaines       |
| 1981 (2nd)  | Brooke Shields     | Endless Love                               | Jade Butterfield   |
| 1981 (2nd)  | Barbra Streisand   | All Night Long                             | Cheryl Gibbons     |
| 1982 (3rd)  | Pia Zadora         | Butterfly                                  | Kady Tyler         |
| 1982 (3rd)  | Morgan Fairchild   | The Seduction                              | Jamie Douglas      |
| 1982 (3rd)  | Mia Farrow         | A Midsummer Night's Sex Comedy             | Ariel              |
| 1982 (3rd)  | Kristy McNichol    | The Pirate Movie                           | Mabel Stanley      |
| 1982 (3rd)  | Mary Tyler Moore   | Six Weeks                                  | Charlotte Dreyfus  |
| 1983 (4th)  | Pia Zadora         | The Lonely Lady                            | Jerilee Randall    |
| 1983 (4th)  | Loni Anderson      | Stroker Ace                                | Pembrook Feeny     |
| 1983 (4th)  | Linda Blair        | Chained Heat                               | Carol Henderson    |
| 1983 (4th)  | Faye Dunaway       | The Wicked Lady                            | Barbara Skelton    |
| 1983 (4th)  | Olivia Newton-John | Two of a Kind                              | Debbie Wylder      |
| 1984 (5th)  | Bo Derek           | Bolero                                     | Lida MacGillivery  |
| 1984 (5th)  | Faye Dunaway       | Supergirl                                  | Selena             |
| 1984 (5th)  | Shirley MacLaine   | Cannonball Run II                          | Veronica           |
| 1984 (5th)  | Tanya Roberts      | Sheena                                     | Sheena             |
| 1984 (5th)  | Brooke Shields     | Sahara                                     | Dale               |
| 1985 (6th)  | Linda Blair        | Night Patrol                               | Sue Perman         |
| 1985 (6th)  | Linda Blair        | Savage Island                              | Daly               |
| 1985 (6th)  | Linda Blair        | Savage Streets                             | Brenda             |
| 1985 (6th)  | Ariane             | Year of the Dragon                         | Tracy Tzu          |
| 1985 (6th)  | Jennifer Beals     | The Bride                                  | Eva                |
| 1985 (6th)  | Brigitte Nielsen   | Red Sonja                                  | Red Sonja          |
| 1985 (6th)  | Tanya Roberts      | A View to a Kill                           | Stacey Sutton      |
| 1986 (7th)  | Madonna            | Shanghai Surprise                          | Gloria Tatlock     |
| 1986 (7th)  | Kim Basinger       | 9½ Weeks                                   | Elizabeth McGraw   |
| 1986 (7th)  | Joan Chen          | Tai-Pan                                    | May–May            |
| 1986 (7th)  | Brigitte Nielsen   | Cobra                                      | Ingrid Knudsen     |
| 1986 (7th)  | Ally Sheedy        | Blue City                                  | Annie Rayford      |
| 1987 (8th)  | Madonna            | Who's That Girl                            | Nikki Finn         |
| 1987 (8th)  | Lorraine Gary      | Jaws: The Revenge                          | Ellen Brody        |
| 1987 (8th)  | Sondra Locke       | Ratboy                                     | Nikki Morrison     |
| 1987 (8th)  | Debra Sandlund     | Tough Guys Don't Dance                     | Patty Lareine      |
| 1987 (8th)  | Sharon Stone       | Allan Quatermain and the Lost City of Gold | Jesse Huston       |
| 1988 (9th)  | Liza Minnelli      | Arthur 2: On the Rocks                     | Linda Marolla Bach |
| 1988 (9th)  | Liza Minnelli      | Rent-a-Cop                                 | Della Roberts      |
| 1988 (9th)  | Rebecca De Mornay  | And God Created Woman                      | Robin Shea         |
| 1988 (9th)  | Whoopi Goldberg    | The Telephone                              | Vashti Blue        |
| 1988 (9th)  | Cassandra Peterson | Elvira: Mistress of the Dark               | Elvira             |
| 1988 (9th)  | Vanity             | Action Jackson                             | Sydney Ash         |
| 1989 (10th) | Heather Locklear   | The Return of Swamp Thing                  | Abby Arcane        |
| 1989 (10th) | Jane Fonda         | Old Gringo                                 | Harriet Winslow    |
| 1989 (10th) | Brigitte Nielsen   | Bye Bye Baby                               | Lisa               |
| 1989 (10th) | Paulina Porizkova  | Her Alibi                                  | Nina               |
| 1989 (10th) | Ally Sheedy        | Heart of Dixie                             | Maggie DeLoach     |

### Thập niên 90s
| Năm         | Diễn viên            | Phim                                    | Vai diễn                     |
| ----------- | -------------------- | --------------------------------------- | ---------------------------- |
| 1990 (11th) | Bo Derek             | Ghosts Can't Do It                      | Katie                        |
| 1990 (11th) | Melanie Griffith     | The Bonfire of the Vanities             | Maria Ruskin                 |
| 1990 (11th) | Bette Midler         | Stella                                  | Stella Claire                |
| 1990 (11th) | Molly Ringwald       | Betsy's Wedding                         | Betsy Hopper                 |
| 1990 (11th) | Talia Shire          | Rocky V                                 | Adrian Balboa                |
| 1991 (12th) | Sean Young           | A Kiss Before Dying                     | Ellen Carlsson               |
| 1991 (12th) | Kim Basinger         | The Marrying Man                        | Vicki Anderson               |
| 1991 (12th) | Sally Field          | Not Without My Daughter                 | Betty Mahmoody               |
| 1991 (12th) | Madonna              | Truth or Dare                           | Herself                      |
| 1991 (12th) | Demi Moore           | The Butcher's Wife                      | Marina Lemke                 |
| 1991 (12th) | Demi Moore           | Nothing but Trouble                     | Diane Lightson               |
| 1992 (13th) | Melanie Griffith     | Shining Through                         | Linda Voss                   |
| 1992 (13th) | Melanie Griffith     | A Stranger Among Us                     | Emily Eden                   |
| 1992 (13th) | Kim Basinger         | Cool World                              | Holli Would                  |
| 1992 (13th) | Kim Basinger         | Final Analysis                          | Heather Evans                |
| 1992 (13th) | Lorraine Bracco      | Medicine Man                            | Dr. Rae Crane                |
| 1992 (13th) | Lorraine Bracco      | Traces of Red                           | Ellen Schofield              |
| 1992 (13th) | Whitney Houston      | The Bodyguard                           | Rachel Marron                |
| 1992 (13th) | Sean Young           | Love Crimes                             | Dana Greenway                |
| 1993 (14th) | Madonna              | Body of Evidence                        | Rebecca Carlson              |
| 1993 (14th) | Melanie Griffith     | Born Yesterday                          | Billie Dawn                  |
| 1993 (14th) | Janet Jackson        | Poetic Justice                          | Justice                      |
| 1993 (14th) | Demi Moore           | Indecent Proposal                       | Diana Murphy                 |
| 1993 (14th) | Sharon Stone         | Sliver                                  | Carly Norris                 |
| 1994 (15th) | Sharon Stone         | Intersection                            | Sally Eastman                |
| 1994 (15th) | Sharon Stone         | The Specialist                          | May Munro                    |
| 1994 (15th) | Kim Basinger         | The Getaway                             | Carol McCoy                  |
| 1994 (15th) | Joan Chen            | On Deadly Ground                        | Masu                         |
| 1994 (15th) | Jane March           | Color of Night                          | Rose Dexter/Bonnie           |
| 1994 (15th) | Uma Thurman          | Even Cowgirls Get the Blues             | Sissy Hankshaw               |
| 1995 (16th) | Elizabeth Berkley    | Showgirls                               | Nomi Malone                  |
| 1995 (16th) | Cindy Crawford       | Fair Game                               | Kate McQuean                 |
| 1995 (16th) | Demi Moore           | The Scarlet Letter                      | Hester Prynne                |
| 1995 (16th) | Julia Sweeney        | It's Pat                                | Pat Riley                    |
| 1995 (16th) | Sean Young           | Dr. Jekyll and Ms. Hyde                 | Helen Hyde                   |
| 1996 (17th) | Demi Moore           | The Juror                               | Annie Laird                  |
| 1996 (17th) | Demi Moore           | Striptease                              | Erin Grant                   |
| 1996 (17th) | Pamela Anderson      | Barb Wire                               | Barbara "Barb Wire" Kopetski |
| 1996 (17th) | Whoopi Goldberg      | Bogus                                   | Harriet Franklin             |
| 1996 (17th) | Whoopi Goldberg      | Eddie                                   | Edwina 'Eddie' Franklin      |
| 1996 (17th) | Whoopi Goldberg      | Theodore Rex                            | Katie Coltrane               |
| 1996 (17th) | Melanie Griffith     | Two Much                                | Betty Kerner                 |
| 1996 (17th) | Julia Roberts        | Mary Reilly                             | Mary Reilly                  |
| 1997 (18th) | Demi Moore           | G.I. Jane                               | Lt. Jordan O'Neil            |
| 1997 (18th) | Sandra Bullock       | Speed 2: Cruise Control                 | Annie Porter                 |
| 1997 (18th) | Fran Drescher        | The Beautician and the Beast            | Joy Miller                   |
| 1997 (18th) | Lauren Holly         | A Smile Like Yours                      | Jennifer Robertson           |
| 1997 (18th) | Lauren Holly         | Turbulence                              | Teri Halloran                |
| 1997 (18th) | Alicia Silverstone   | Excess Baggage                          | Emily Hope                   |
| 1998 (19th) | Spice Girls          | Spice World                             | Spice Girls                  |
| 1998 (19th) | Yasmine Bleeth       | BASEketball                             | Jenna Reed                   |
| 1998 (19th) | Anne Heche           | Psycho                                  | Marion Crane                 |
| 1998 (19th) | Jessica Lange        | Hush                                    | Martha Baring                |
| 1998 (19th) | Uma Thurman          | The Avengers                            | Emma Peel                    |
| 1999 (20th) | Heather Donahue      | The Blair Witch Project                 | Heather Donahue              |
| 1999 (20th) | Melanie Griffith     | Crazy in Alabama                        | Lucille Vinson               |
| 1999 (20th) | Milla Jovovich       | The Messenger: The Story of Joan of Arc | Joan of Arc                  |
| 1999 (20th) | Sharon Stone         | Gloria                                  | Gloria                       |
| 1999 (20th) | Catherine Zeta-Jones | Entrapment                              | Virginia Baker               |
| 1999 (20th) | Catherine Zeta-Jones | The Haunting                            | Theo                         |

### Thập niên 2000s
| Năm         | Diễn viên                                                                  | Phim                                         | Vai diễn                                                              |
| ----------- | -------------------------------------------------------------------------- | -------------------------------------------- | --------------------------------------------------------------------- |
| 2000 (21st) | Madonna                                                                    | The Next Best Thing                          | Abbie Reynolds                                                        |
| 2000 (21st) | Kim Basinger                                                               | Bless the Child                              | Maggie O'Connor                                                       |
| 2000 (21st) | Kim Basinger                                                               | I Dreamed of Africa                          | Kuki Gallmann                                                         |
| 2000 (21st) | Melanie Griffith                                                           | Cecil B. DeMented                            | Honey Whitlock                                                        |
| 2000 (21st) | Bette Midler                                                               | Isn't She Great                              | Jacqueline Susann                                                     |
| 2000 (21st) | Demi Moore                                                                 | Passion of Mind                              | Martha Marie / 'Marty' Talridge                                       |
| 2001 (22nd) | Mariah Carey                                                               | Glitter                                      | Billie Frank                                                          |
| 2001 (22nd) | Penélope Cruz                                                              | Blow                                         | Mirtha Jung                                                           |
| 2001 (22nd) | Penélope Cruz                                                              | Captain Corelli's Mandolin                   | Pelagia                                                               |
| 2001 (22nd) | Penélope Cruz                                                              | Vanilla Sky                                  | Sofia Serrano                                                         |
| 2001 (22nd) | Angelina Jolie                                                             | Lara Croft: Tomb Raider                      | Lara Croft                                                            |
| 2001 (22nd) | Angelina Jolie                                                             | Original Sin                                 | Julia Russell / Bonny Castle                                          |
| 2001 (22nd) | Jennifer Lopez                                                             | Angel Eyes                                   | Sharon Pogue                                                          |
| 2001 (22nd) | Jennifer Lopez                                                             | The Wedding Planner                          | Mary Fiore                                                            |
| 2001 (22nd) | Charlize Theron                                                            | Sweet November                               | Sara Deever                                                           |
| 2002 (23rd) | Madonna (tie)                                                              | Swept Away                                   | Amber Leighton                                                        |
| 2002 (23rd) | Britney Spears (tie)                                                       | Crossroads                                   | Lucy Wagner                                                           |
| 2002 (23rd) | Angelina Jolie                                                             | Life or Something Like It                    | Lanie Kerrigan                                                        |
| 2002 (23rd) | Jennifer Lopez                                                             | Enough                                       | Slim Hiller                                                           |
| 2002 (23rd) | Jennifer Lopez                                                             | Maid in Manhattan                            | Marisa Ventura                                                        |
| 2002 (23rd) | Winona Ryder                                                               | Mr. Deeds                                    | Babe Bennett                                                          |
| 2003 (24th) | Jennifer Lopez                                                             | Gigli                                        | Ricki                                                                 |
| 2003 (24th) | Drew Barrymore                                                             | Charlie's Angels: Full Throttle              | Dylan Sanders                                                         |
| 2003 (24th) | Drew Barrymore                                                             | Duplex                                       | Nancy Kendricks                                                       |
| 2003 (24th) | Kelly Clarkson                                                             | From Justin to Kelly                         | Kelly Taylor                                                          |
| 2003 (24th) | Cameron Diaz                                                               | Charlie's Angels: Full Throttle              | Natalie Cook                                                          |
| 2003 (24th) | Angelina Jolie                                                             | Beyond Borders                               | Sarah Jordan                                                          |
| 2003 (24th) | Angelina Jolie                                                             | Lara Croft: Tomb Raider – The Cradle of Life | Lara Croft                                                            |
| 2004 (25th) | Halle Berry                                                                | Catwoman                                     | Patience Phillips / Catwoman                                          |
| 2004 (25th) | Hilary Duff                                                                | A Cinderella Story                           | Sam Montgomery                                                        |
| 2004 (25th) | Hilary Duff                                                                | Raise Your Voice                             | Terri Fletcher                                                        |
| 2004 (25th) | Angelina Jolie                                                             | Alexander                                    | Queen Olympias                                                        |
| 2004 (25th) | Angelina Jolie                                                             | Taking Lives                                 | Illeana Scott                                                         |
| 2004 (25th) | Mary-Kate and Ashley Olsen                                                 | New York Minute                              | Roxy and Jane Ryan                                                    |
| 2004 (25th) | Shawn & Marlon Wayans (the Wayans "sisters")                               | White Chicks                                 | "Brittany and Tiffany Wilson"                                         |
| 2005 (26th) | Jenny McCarthy                                                             | Dirty Love                                   | Rebecca Sommers                                                       |
| 2005 (26th) | Jessica Alba                                                               | Fantastic Four                               | Sue Storm / Invisible Woman                                           |
| 2005 (26th) | Jessica Alba                                                               | Into the Blue                                | Sam                                                                   |
| 2005 (26th) | Hilary Duff                                                                | Cheaper by the Dozen 2                       | Lorraine Baker                                                        |
| 2005 (26th) | Hilary Duff                                                                | The Perfect Man                              | Holly Hamilton                                                        |
| 2005 (26th) | Jennifer Lopez                                                             | Monster-in-Law                               | Charlie Cantilini                                                     |
| 2005 (26th) | Tara Reid                                                                  | Alone in the Dark                            | Aline Cedrac                                                          |
| 2006 (27th) | Sharon Stone                                                               | Basic Instinct 2                             | Catherine Tramell                                                     |
| 2006 (27th) | Hilary and Haylie Duff                                                     | Material Girls                               | Tanzie and Ava Marchetta                                              |
| 2006 (27th) | Lindsay Lohan                                                              | Just My Luck                                 | Ashley Albright                                                       |
| 2006 (27th) | Kristanna Loken                                                            | BloodRayne                                   | Rayne                                                                 |
| 2006 (27th) | Jessica Simpson                                                            | Employee of the Month                        | Amy Renfro                                                            |
| 2007 (28th) | Lindsay Lohan                                                              | I Know Who Killed Me                         | Dakota Moss and Aubrey Fleming                                        |
| 2007 (28th) | Jessica Alba                                                               | Awake                                        | Sam Lockwood                                                          |
| 2007 (28th) | Jessica Alba                                                               | Fantastic Four: Rise of the Silver Surfer    | Sue Storm / Invisible Woman                                           |
| 2007 (28th) | Jessica Alba                                                               | Good Luck Chuck                              | Cam Wexler                                                            |
| 2007 (28th) | Logan Browning, Janel Parrish, Nathalia Ramos and Skyler Shaye             | Bratz                                        | Sasha, Jade, Yasmin and Cloe                                          |
| 2007 (28th) | Elisha Cuthbert                                                            | Captivity                                    | Jennifer Tree                                                         |
| 2007 (28th) | Diane Keaton                                                               | Because I Said So                            | Daphne Wilder                                                         |
| 2008 (29th) | Paris Hilton                                                               | The Hottie and the Nottie                    | Cristabel Abbott                                                      |
| 2008 (29th) | Jessica Alba                                                               | The Eye                                      | Sydney Wells                                                          |
| 2008 (29th) | Jessica Alba                                                               | The Love Guru                                | Jane Bullard                                                          |
| 2008 (29th) | Annette Bening, Eva Mendes, Debra Messing, Jada Pinkett Smith and Meg Ryan | The Women                                    | Sylvie Fowler, Crystal Allen, Edie Cohen, Alex Fisher and Mary Haines |
| 2008 (29th) | Cameron Diaz                                                               | What Happens in Vegas                        | Joy McNally                                                           |
| 2008 (29th) | Kate Hudson                                                                | Fool's Gold                                  | Tess Finnegan                                                         |
| 2008 (29th) | Kate Hudson                                                                | My Best Friend's Girl                        | Alexis                                                                |
| 2009 (30th) | Sandra Bullock                                                             | All About Steve                              | Mary Horowitz                                                         |
| 2009 (30th) | Beyoncé                                                                    | Obsessed                                     | Sharon Charles                                                        |
| 2009 (30th) | Miley Cyrus                                                                | Hannah Montana: The Movie                    | Miley Stewart / Hannah Montana                                        |
| 2009 (30th) | Megan Fox                                                                  | Jennifer's Body                              | Jennifer Check                                                        |
| 2009 (30th) | Megan Fox                                                                  | Transformers: Revenge of the Fallen          | Mikaela Banes                                                         |
| 2009 (30th) | Sarah Jessica Parker                                                       | Did You Hear About the Morgans?              | Meryl Morgan                                                          |

### Thập niên 2010s
| Năm               | Diễn viên                                                           | Phim                                                          | Vai diễn                                                                       |
| ----------------- | ------------------------------------------------------------------- | ------------------------------------------------------------- | ------------------------------------------------------------------------------ |
| 2010 (31st)       | Kim Cattrall, Kristin Davis, Cynthia Nixon and Sarah Jessica Parker | Sex and the City 2                                            | Samantha Jones, Charlotte York Goldenblatt, Miranda Hobbes and Carrie Bradshaw |
| 2010 (31st)       | Jennifer Aniston                                                    | The Bounty Hunter                                             | Nicole Hurley                                                                  |
| 2010 (31st)       | Jennifer Aniston                                                    | The Switch                                                    | Kassie Larson                                                                  |
| 2010 (31st)       | Miley Cyrus                                                         | The Last Song                                                 | Ronnie Miller                                                                  |
| 2010 (31st)       | Megan Fox                                                           | Jonah Hex                                                     | Tallulah Black / Lilah                                                         |
| 2010 (31st)       | Kristen Stewart                                                     | The Twilight Saga: Eclipse                                    | Bella Swan                                                                     |
| 2011 (32nd)       | Adam Sandler                                                        | Jack and Jill                                                 | Jill Sadelstein                                                                |
| 2011 (32nd)       | Martin Lawrence                                                     | Big Mommas: Like Father, Like Son                             | Big Momma                                                                      |
| 2011 (32nd)       | Sarah Palin                                                         | The Undefeated                                                | Herself                                                                        |
| 2011 (32nd)       | Sarah Jessica Parker                                                | I Don't Know How She Does It                                  | Kate Reddy                                                                     |
| 2011 (32nd)       | Sarah Jessica Parker                                                | New Year's Eve                                                | Kim Doyle                                                                      |
| 2011 (32nd)       | Kristen Stewart                                                     | The Twilight Saga: Breaking Dawn – Part 1                     | Bella Swan                                                                     |
| 2012 (33rd)       | Kristen Stewart                                                     | Snow White and the Huntsman                                   | Snow White                                                                     |
| 2012 (33rd)       | Kristen Stewart                                                     | The Twilight Saga: Breaking Dawn – Part 2                     | Bella Swan                                                                     |
| 2012 (33rd)       | Katherine Heigl                                                     | One for the Money                                             | Stephanie Plum                                                                 |
| 2012 (33rd)       | Milla Jovovich                                                      | Resident Evil: Retribution                                    | Alice                                                                          |
| 2012 (33rd)       | Tyler Perry                                                         | Madea's Witness Protection                                    | Mabel "Madea" Simmons                                                          |
| 2012 (33rd)       | Barbra Streisand                                                    | The Guilt Trip                                                | Joyce Brewster                                                                 |
| 2013 (34th)       | Tyler Perry                                                         | A Madea Christmas                                             | Mabel "Madea" Simmons                                                          |
| 2013 (34th)       | Halle Berry                                                         | The Call                                                      | Jordan Turner                                                                  |
| 2013 (34th)       | Halle Berry                                                         | Movie 43                                                      | Emily Browning                                                                 |
| 2013 (34th)       | Selena Gomez                                                        | Getaway                                                       | The Kid                                                                        |
| 2013 (34th)       | Lindsay Lohan                                                       | The Canyons                                                   | Tara Lloyd                                                                     |
| 2013 (34th)       | Naomi Watts                                                         | Diana                                                         | Princess Diana                                                                 |
| 2013 (34th)       | Naomi Watts                                                         | Movie 43                                                      | Samantha Miller                                                                |
| 2014 (35th)       | Cameron Diaz                                                        | The Other Woman                                               | Carly Whitten                                                                  |
| 2014 (35th)       | Cameron Diaz                                                        | Sex Tape                                                      | Annie Hargrove                                                                 |
| 2014 (35th)       | Drew Barrymore                                                      | Blended                                                       | Lauren Reynolds                                                                |
| 2014 (35th)       | Melissa McCarthy                                                    | Tammy                                                         | Tammy Banks                                                                    |
| 2014 (35th)       | Charlize Theron                                                     | A Million Ways to Die in the West                             | Anna Barnes-Leatherwood                                                        |
| 2014 (35th)       | Gaia Weiss                                                          | The Legend of Hercules                                        | Hebe                                                                           |
| 2015 (36th)       | Dakota Johnson                                                      | Fifty Shades of Grey                                          | Anastasia "Ana" Steele                                                         |
| 2015 (36th)       | Katherine Heigl                                                     | Home Sweet Hell                                               | Mona Champagne                                                                 |
| 2015 (36th)       | Mila Kunis                                                          | Jupiter Ascending                                             | Jupiter Jones                                                                  |
| 2015 (36th)       | Jennifer Lopez                                                      | The Boy Next Door                                             | Claire Peterson                                                                |
| 2015 (36th)       | Gwyneth Paltrow                                                     | Mortdecai                                                     | Johanna Mortdecai                                                              |
| 2016 (37th)       | Mikaela Krantz and Rebekah Turner                                   | Hillary's America: The Secret History of the Democratic Party | Hillary Clinton                                                                |
| 2016 (37th)       | Megan Fox                                                           | Teenage Mutant Ninja Turtles: Out of the Shadows              | April O'Neil                                                                   |
| 2016 (37th)       | Tyler Perry                                                         | Boo! A Madea Halloween                                        | Mabel "Madea" Simmons                                                          |
| 2016 (37th)       | Julia Roberts                                                       | Mother's Day                                                  | Miranda Collins                                                                |
| 2016 (37th)       | Naomi Watts                                                         | Shut In                                                       | Mary Portman                                                                   |
| 2016 (37th)       | Naomi Watts                                                         | The Divergent Series: Allegiant                               | Evelyn Johnson-Eaton                                                           |
| 2016 (37th)       | Shailene Woodley                                                    | The Divergent Series: Allegiant                               | Beatrice "Tris" Prior                                                          |
| 2017 (38th)       | Tyler Perry                                                         | Boo 2! A Madea Halloween                                      | Mabel "Madea" Simmons                                                          |
| 2017 (38th)       | Katherine Heigl                                                     | Unforgettable                                                 | Tessa Connover                                                                 |
| 2017 (38th)       | Dakota Johnson                                                      | Fifty Shades Darker                                           | Anastasia "Ana" Steele                                                         |
| 2017 (38th)       | Jennifer Lawrence                                                   | mother!                                                       | mother                                                                         |
| 2017 (38th)       | Emma Watson                                                         | The Circle                                                    | Mae Holland                                                                    |
| 2018 (39th)       | Melissa McCarthy                                                    | The Happytime Murders                                         | Connie Edwards                                                                 |
| 2018 (39th)       | Melissa McCarthy                                                    | Life of the Party                                             | Deanna Miles                                                                   |
| 2018 (39th)       | Jennifer Garner                                                     | Peppermint                                                    | Riley North                                                                    |
| 2018 (39th)       | Amber Heard                                                         | London Fields                                                 | Nicola Six                                                                     |
| 2018 (39th)       | Helen Mirren                                                        | Winchester                                                    | Sarah Winchester                                                               |
| 2018 (39th)       | Amanda Seyfried                                                     | The Clapper                                                   | Judy                                                                           |
| 2019 (40th)       |                                                                     |                                                               |                                                                                |
| Hilary Duff       | The Haunting of Sharon Tate                                         | Sharon Tate                                                   |                                                                                |
| Anne Hathaway     | The Hustle                                                          | Josephine Chesterfield                                        |                                                                                |
| Anne Hathaway     | Serenity                                                            | Karen Zariakas                                                |                                                                                |
| Francesca Hayward | Cats                                                                | Victoria                                                      |                                                                                |
| Tyler Perry       | A Madea Family Funeral                                              | Mabel "Madea" Simmons                                         |                                                                                |
| Rebel Wilson      | The Hustle                                                          | Penny Rust                                                    |                                                                                |

### Thập niên 2020s
| Năm                  | Diễn viên                   | Phim             | Vai diễn |
| -------------------- | --------------------------- | ---------------- | -------- |
| 2020 (41st)          |                             |                  |          |
| Kate Hudson          | Music                       | Kazu "Zu" Gamble |          |
| Anne Hathaway        | The Last Thing He Wanted    | Elena McMahon    |          |
| Anne Hathaway        | The Witches                 | Grand High Witch |          |
| Katie Holmes         | Brahms: The Boy II          | Liza             |          |
| Katie Holmes         | The Secret: Dare to Dream   | Miranda Wells    |          |
| Lauren Lapkus        | The Wrong Missy             | Missy            |          |
| Anna-Maria Sieklucka | 365 Days                    | Laura Biel       |          |
| 2021 (42nd)          |                             |                  |          |
| Jeanna de Waal       | Diana: The Musical          | Princess Diana   |          |
| Amy Adams            | The Woman in the Window     | Dr. Anna Fox     |          |
| Megan Fox            | Midnight in the Switchgrass | Rebecca Lombardi |          |
| Taryn Manning        | Karen                       | Karen Drexler    |          |
| Ruby Rose            | Vanquish                    | Victoria         |          |

## Người giành được nhiều giải thưởng và đề cử

### Người giành được nhiều giải thưởng nhất
| 5 lần - Madonna 3 lần - Bo Derek | 2 lần - Demi Moore - Tyler Perry (in drag) - Sharon Stone - Pia Zadora |

### Người giành được nhiều đề cử nhất
| 6 đề cử - Melanie Griffith - Madonna - Demi Moore 5 đề cử - Kim Basinger - Jennifer Lopez - Sharon Stone - Tyler Perry (in drag) 4 đề cử - Hilary Duff - Faye Dunaway - Megan Fox - Angelina Jolie 3 đề cử - Jessica Alba - Linda Blair - Bo Derek - Cameron Diaz - Katherine Heigl - Lindsay Lohan - Brigitte Nielsen - Sarah Jessica Parker - Brooke Shields - Kristen Stewart - Sean Young | 2 đề cử - Drew Barrymore - Halle Berry - Sandra Bullock - Joan Chen - Miley Cyrus - Whoopi Goldberg - Anne Hathaway - Kate Hudson - Dakota Johnson - Milla Jovovich - Sondra Locke - Melissa McCarthy - Bette Midler - Olivia Newton-John - Julia Roberts - Tanya Roberts - Ally Sheedy - Talia Shire - Barbra Streisand - Charlize Theron - Uma Thurman - Naomi Watts - Pia Zadora |